# Technische Universität Ostchinas
Die Technische Universität Ostchinas (chinesisch 华东理工大学, Pinyin Huádōng Lǐgōng Dàxué, im englischen Sprachraum auch als East China University of Science and Technology (ECUST) bekannt, umgangssprachlich Hua Li (chinesisch 华理, Pinyin Huá Lǐ) genannt) ist eine Universität in Shanghai, China. Sie ist eine renommierte Hochschule für technische Fächer.

## Geschichte
Die Universität wurde 1952 als Institut für Chemische Technologie Ostchinas gegründet. Sie war die erste Hochschule der Volksrepublik, die speziell auf eine Disziplin hin ausgerichtet war. In ihr wurden die Chemie-Fakultäten mehrerer anderer Universitäten zusammengeführt und konsolidiert. 1954 bezog die Hochschule ihren heutigen Campus an der Meilong-Straße. Sie war 1960 eine der ersten vom ZK der Kommunistischen Partei benannten Schwerpunktuniversitäten des Landes. 1965 eröffnete sie eine Zweigstelle in der Sichuan-Provinz, aus der später ein eigenständiges Institut hervorging. Während der Kulturrevolution unterstand die Universität der Stadt Shanghai, wurde jedoch ab 1979 wieder direkt den zentralen Regierungsstellen in Peking unterstellt. 1993 nahm sie ihren jetzigen Namen an. Seit 1996 genießt die Hochschule als Teil des 211-Projekts besonders Förderung durch das Bildungsministerium und ist seitdem in eine umfassende Universität expandiert. 

## Standorte

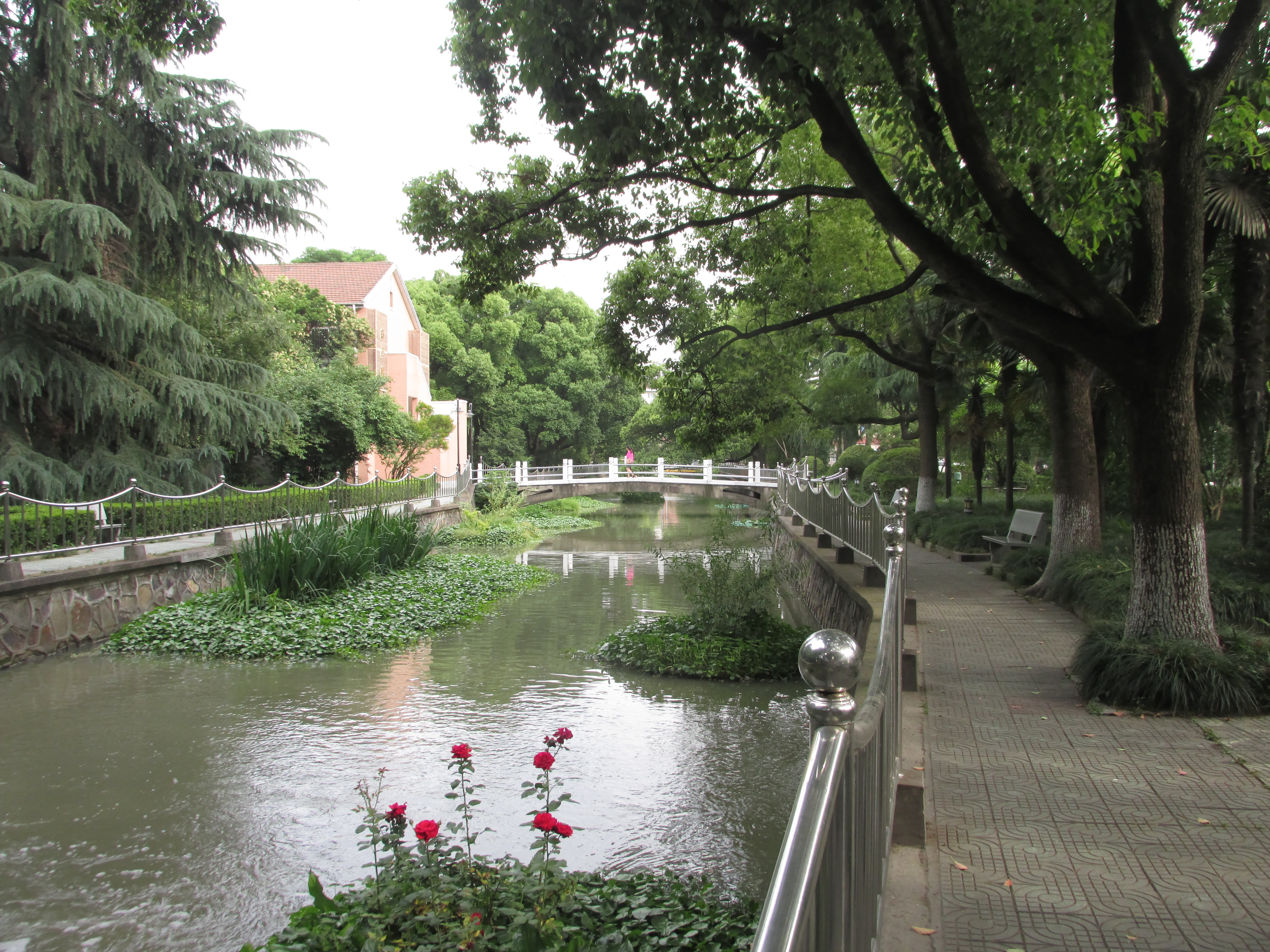
Szenerie auf dem Xuhui-Campus

Es gibt drei Standorte: den Hauptcampus an der Meilong-Straße im Xuhui-Distrikt von Shanghai, auf dem vor allem die Master-Studierenden und Doktoranden untergebracht sind. Unweit des Südbahnhofs von Shanghai gelegen, ist dieser Campus von kleinen Flüssen und Seen durchzogen und für seine Schönheit gerühmt. Darüber hinaus verfügt die Universität seit 2005 über einen Wissenschaftspark im Jinshan-Distrikt. 2007 eröffnete die Universität ihren flächenmäßig größten Campus im Vorort Fengxian, der rund 600.000 Quadratmeter Fläche einnimmt und vor allem die jüngeren Studenten beherbergt.

## Organisation

### Studiengänge
Es werden 65 Bachelor-Studiengänge und 25 Master-Studiengänge mit 147 Spezialisierungen angeboten. Es besteht zudem das Recht, in 13 Disziplinen Doktorgrade zu verleihen.

### Fakultäten
Es gibt 15 Fakultäten:
- Fakultät für Chemietechnik
- Fakultät für Biotechnologie
- Fakultät für Chemie und Molekularwissenschaft
- Fakultät für Arzneimittellehre
- Fakultät für Werkstoffwissenschaft
- Fakultät für Informationswissenschaft
- Fakultät für Maschinentechnik
- Fakultät für Umwelttechnik
- Wissenschaftliche Fakultät
- Fakultät für Wirtschaftswissenschaft
- Fakultät für Sozialwissenschaft und Öffentliche Verwaltung
- Fakultät für Kunst, Design und Medien
- Fremdsprachenfakultät
- Fakultät für Rechtswissenschaft
- Fakultät für Sportwissenschaft